# Eva Avila
Pour les articles homonymes, voir Ávila (homonymie).
 (février 2019).
Si vous disposez d'ouvrages ou d'articles de référence ou si vous connaissez des sites web de qualité traitant du thème abordé ici, merci de compléter l'article en donnant les références utiles à sa vérifiabilité et en les liant à la section « Notes et références ».
Eva Gougeon-Avila, dite Eva Avila, née  le 25 février 1987 à Gatineau, Québec,  est une chanteuse canadienne gagnante dans la saison 2006 de Canadian Idol. 

## Biographie
Elle chante depuis l'âge de deux ans, et a travaillé comme commis à la poste et consultante de beauté auparavant. Elle est une ancienne gagnante du concours Jeune Diva du Québec ; elle parle couramment le français, l'anglais et l'espagnol. Sa famille la surnomme Eva le dragon.
Elle est seulement la deuxième chanteuse du Québec à accéder au top 10 de Canadian Idol, et la première à se rendre jusqu'à la finale.
Elle a signé un contrat de mannequinat avec la compagnie Ford Models.
Eva Avila a lancé le 14 novembre 2006 son premier album Somewhere Else, dont le single Meant To Fly passe dans les stations de radio depuis la finale de Canadian Idol.
Eva a également contribué à la compilation Hip Hop Québécois Les 40 Voleurs du groupe La Dynastie originaire de Gatineau.  Elle chante la chanson Je suis sylvie avec le rappeur Soké.  Cette chanson a été réalisée par Soké pour La Dynastie en 2003.
Du côté cœur, la jeune chanteuse a avoué vivre une romance avec l'un des candidats de la saison 2006 de Canadian Idol, Chad Doucette, Néo-Écossais de 18 ans. Ils sont séparés depuis.
En 2010, la chanteuse participe à la cérémonie de clôture des Jeux Olympiques d'hiver de Vancouver en y interprétant une chanson.
Depuis 2017, elle s'est jointe au groupe Brit Floyd comme choriste.

## Filmographie
- 2022 : Le Coyote de Katherine Jerkovic : Tania[2]
- 2024 : Le Dernier Jaguar de Gilles de Maistre : Ellie